# Cuor di ferro e cuor d'oro
Cuor di ferro e cuor d'oro è un film muto italiano del 1919 diretto da Luigi Maggi e Dante Cappelli, basato su un racconto di Anton Giulio Barrili.

## Trama
I Duchi di Melito e quelli d'Altavilla, che hanno nei loro stemmi rispettivamente un cuore di ferro ed uno d'oro, sono da tempo in lotta per la spartizione di una eredità. Ma quando Roberto di Melito e Margherita d'Altavilla, i rampolli delle due famiglie, scoprono d'amarsi, anche i genitori si riconciliano.